# Heiðar Helguson
Heiðar Helguson (* 22. August 1977 in Akureyri) ist ein ehemaliger isländischer Fußballspieler.

## Karriere

### Verein
Heiðar Helgusons erste Karrierestation war Þróttur Reykjavík in seiner Heimat Island. Im Januar 1998 wechselte er zum norwegischen Erstligisten Lillestrøm SK. Nach zwei Jahren in Lillestrøm ging der Stürmer nach England zum FC Watford, dem er bis 2005 die Treue hielt. Für die Hornets erzielte Helguson in wettbewerbsübergreifend 222 Pflichtspielen insgesamt 73 Treffer.
Zur Saison 2005/06 wechselte Helguson zum FC Fulham, für den er für zwei Jahre aktiv war. Anschließend wechselte er zur Saison 2007/08 zu den Bolton Wanderers, bei denen er einen Dreijahresvertrag unterschrieb. Dort konnte er sich jedoch nicht durchsetzen und kam wettbewerbsübergreifend in nur 10 Pflichtspielen für den Verein zum Einsatz. Im November 2008 wurde er zunächst an die Queens Park Rangers ausgeliehen, im Januar 2009 erhielt er dort dann einen Vertrag über zweieinhalb Jahre. Im Sommer 2012 wechselte Helguson zu Cardiff City. Mit Cardiff wurde er Meister der Football League Championship und steuerte acht Tore in 38 Ligaspielen zur Meisterschaft bei. 2013 beendete er seine aktive Laufbahn.

### Nationalmannschaft
Heiðar Helguson debütierte am 28. April 1999 in einem Freundschaftsspiel gegen Malta für die isländische Nationalmannschaft. Er kam von 1999 bis 2011 insgesamt 55-mal als Nationalspieler zum Einsatz und erzielte dabei zwölf Tore. Im Jahr 2011 wurde er als Islands Fußballer des Jahres ausgezeichnet.